# 叙兹河
叙兹河（法語：Suize，法語發音：[sɥiz]）是法国大東部大區上马恩省的河流，是马恩河的左支流，长48.6千米。